# Guia Politicamente Incorreto dos Anos 80 pelo Rock
"Guia Politicamente Incorreto dos Anos 80 pelo Rock" é um livro do músico Lobão integrante a coleção Guia Politicamente Incorreto do jornalista Leandro Narloch lançado em 2017 pela editora Leya.

## Enredo
O músico faz uma análise dos anos 80 tentando se afastar da imagem "trash" que faz parte do imaginário popular da década: Xuxa, ombreiras e hiperinflação. O autor analisa a importância da Gang 90 e Marina Lima para o rock nacional, e a formação de bandas como o Ultraje a Rigor, Legião Urbana, Barão Vermelho, Titãs, Paralamas do Sucesso, RPM, Blitz, Ritchie, Psykóze, Ratos de Porão, dentre outras. Denuncia o "coronelato" que na visão do mesmo é uma patrulha ideológica que perseguia o rock formada pela MPB, capitaneada pelas figuras de Gilberto Gil, Chico Buarque e Caetano Veloso.

Além da música, é feita uma análise sobre diversos assuntos relacionados à época: a ascensão neoliberal nos Estados Unidos e no Reino Unido, o papado de João Paulo II, o fim da ditadura militar e a abertura ao regime democrático. Juntamente com o livro foi lançado o disco Antologia Politicamente Incorreta dos anos 80, em que o cantor interpreta músicas dos anos 80 de outros artistas.